# Барселона Баскет
ФК Барселона Баскет е испански баскетболен отбор. Основан е през 1926 г., което го прави най-старият действащ отбор в испанското първенство. Тимът е 18-кратен шампион на Испания, 25-кратен носител на Купата на краля и двукратен победител в Евролигата.

## История
Създаден е на 24 август 1926 г. До 1957 г. се състезава в шампионата на Каталуния и печели 6 пъти Купата на Испания. Тимът е един от основателите на обединеното национално първенство, като през 1958/59 постига златен дубъл. Въпреки това отборът е закрит през 1961 г. На следващата година е възстановен, но не постига особени успехи и изпада от елита през 1964 г. През 1964/65 Барселона печели Сегунда дивисион и се завръща в Примера, но в този период остава в сянката на Реал Мадрид и Ховентуд.
След 5 втори места в шампионата през 70-те години Барса прекъсва 19-годишния си период без спечелен трофей с победа в Купата на краля през 1977/78. През 1980/81 отново е завоювана и шампионската титла, а под ръководството на треньора Алто Гарсия Рененсес отборът започва своя ренесанс. С играчи като Хуан Антонио Сан Епифанио, Андрес Хименес, Кандидо Сибилио, Начо Солозабал Барселона печели 4 поредни шампионски титли (1987 – 1990), два пъти Купата на носителите на купи (1985 и 1986) и Купа Корач (1987). През 1984 г. тимът губи финала на КЕШ от Банко ди Рома.
През 90-те години Барса записва рекордни 6 участия във Final Four на КЕШ и 4 пъти става финалист в турнира. Когато турнирът сменя името си на Евролига, Барселона най-сетне успява да го спечели през 2003 г. под ръководството на Светислав Пешич. В състава личат имената на Деян Бодирога, Хуан Карлос Наваро, Шарунас Ясикевичус. Каталунците повтарят успеха си през 2010 г., когато побеждават на финала Олимпиакос.

## Имена
Поради спонсорски причини тимът е променял няколко пъти името си.
- ФК Барселона Банка Каталана (1989 – 1998)
- Винтертур ФК Барселона (2004 – 2007)
- АКСА ФК Барселона (2007 – 2008)
- Регал ФК Барселона (2008 – 2011)
- ФК Барселона Регал (2011 – 2013)
- ФК Барселона Ласса (2015 – 2019)

## Състав
| №        |         | Играч               | Позиция            | Ръст    | Тегло   |
| Гардове  | Гардове | Гардове             | Гардове            | Гардове | Гардове |
| -------- | ------- | ------------------- | ------------------ | ------- | ------- |
| 13       |         | Томаш Саторански    | Пойнт гард         | 200 cm. | 95 kg   |
| 23       |         | Рокас Якубайтис     | Пойнт гард         | 193 cm. | 88 kg   |
| 20       |         | Николас Лапровитола | Гард               | 191 cm. | 82 kg.  |
| 20       |         | Кори Хигинс         | Шутинг гард        | 196 cm  | 82 kg   |
| 24       |         | Кайл Курич          | Шутинг гард        | 193 cm  | 88 kg   |
| Крила    |         |                     |                    |         |         |
| 21       |         | Алекс Абринес       | Леко крило         | 198 cm  | 86 kg   |
| 42       |         | Микаел Кайседо      | Леко крило         | 199 cm  | 90 kg   |
| 3        |         | Ориол Паули         | Леко крило         | 201 cm  | 84 kg   |
| 8        |         | Серхи Мартинес      | Тежко крило        | 202 cm  | 105 kg  |
| 33       |         | Никола Миротич      | Тежко крило        | 208 cm  | 113 kg  |
| 10       |         | Никола Калинич      | Леко крило         | 203 cm  | 105 kg  |
| 1        | /       | Оскар да Силва      | Тежко крило        | 206 cm  | 105 kg  |
| Центрове |         |                     |                    |         |         |
| 6        |         | Ян Весели           | Център/Тежко крило | 213 cm. | 110 kg. |
| 5        |         | Сертач Шанлъ        | Център             | 213 cm  | 115 kg  |
| 23       | /       | Майк Тоби           | Център             | 213 cm  | 115 kg  |

## Успехи
- Шампион на Испания – 1959, 1981, 1983, 1987, 1988, 1989, 1990, 1995, 1996, 1997, 1999, 2001, 2003, 2004, 2009, 2011, 2012, 2014
- Купа на краля – 1959, 1981, 1983, 1987, 1988, 1989, 1990, 1995, 1996, 1997, 1999, 2001, 2003, 2004, 2009, 2011, 2012, 2014
- Евролига – 2003, 2010
- КНК – 1985, 1986
- Купа Корач – 1987, 1999
- Междуконтинентална купа – 1985
- Суперкупа на Европа – 1987
- Суперкупа на Испания – 2004, 2009, 2010, 2011

## Известни баскетболисти
- Хуан Антонио Сан Епифанио
- Андрес Хименес
- Кандидо Сибилио
- Начо Солозабал
- Хуан Карлос Наваро
- Пау Гасол
- Марк Гасол
- Рики Рубио
- Никола Миротич
- Дейвид Андерсен
- Андерсон Варежао
- Александър Везенков
- Шарунас Ясикевичус
- Анте Томич
- Томаш Саторански
- Деян Бодирога
- Ерсан Илясова
- Терънс Морис